# Palazzo dei Ricevimenti e dei Congressi
Il Palazzo dei Ricevimenti e dei Congressi, più informalmente noto come Palazzo dei Congressi, è un edificio di Roma che si trova nel quartiere dell'EUR; progettato da Adalberto Libera e iniziato nel 1938, fu completato nel 1954.
Originariamente uno dei progetti più importanti della prevista esposizione universale di Roma del 1942, mai realizzatasi a causa della guerra, era quasi ultimato quando le urgenze postbelliche misero in secondo piano le esigenze architettoniche e di rappresentanza della Capitale, e solo negli anni cinquanta vide il definitivo completamento dei lavori e la sua apertura al pubblico.
In ragione della sua capacità e dei suoi ampi volumi liberi fu destinato anche a ospitare le gare di scherma ai Giochi olimpici di Roma del 1960.

## Storia
Nel maggio 1936 Roma era diventata la capitale di un impero: in quello stesso anno fu assegnata alla città l'organizzazione dell'Esposizione universale del 1942 e il governo italiano intese cogliere l'occasione per celebrare in tale data sia i fasti del neonato impero che, soprattutto, il ventennale del regime fascista nonché altresì per sviluppare l'urbanizzazione della città lungo l'asse viario che portava al mare.
Nel dicembre 1936 fu varata la legge che istituì l'ente per l'Esposizione Universale di Roma e appena un mese più tardi furono banditi i primi concorsi e diramati gli inviti per l'ideazione degli edifici dell'istituendo quartiere della mostra, che prese il nome di EUR 42 dall'acronimo dell'Esposizione e dall'anno in cui avrebbe dovuto tenersi.
Già ad aprile l'ente appositamente istituito per il vaglio dei progetti aveva deliberato i primi piani; per i palazzi più importanti furono banditi specifici concorsi tra giugno e ottobre di quello stesso anno: il Palazzo dei Ricevimenti e dei Congressi faceva parte di tale gruppo, insieme ad altre opere quali l'esedra di Piazza Imperiale (oggi piazza delle Nazioni Unite), il Museo delle Comunicazioni (oggi Archivio Centrale dello Stato), la basilica dei santi Pietro e Paolo e il Palazzo della Civiltà Italiana (un ulteriore concorso per la costruzione del Palazzo dell'Acqua e della Luce fu bandito un anno e mezzo più tardi ma il progetto non ebbe seguito: al suo posto, nel 1960, sorse il Palazzo dello Sport).

Il Palazzo durante la costruzione

Tra i progetti presentati al concorso figurava — oltre a quello vincitore di Adalberto Libera — quello dei comaschi Giuseppe Terragni, Cesare Cattaneo e Pietro Lingeri, che si classificò al secondo posto; l'esclusione di questi ultimi spinse Giuseppe Pagano a parlare nel 1941 di «occasione perduta» e a criticare l'operato della commissione («…era così concorde il giudizio della maggioranza sui progetti più vistosamente affidati al compromesso, che ogni lotta per salvare i migliori poteva rasentare l'assurdo di una fissazione paranoica»).
L'approvazione definitiva dei progetti del Palazzo della Civiltà Italiana, della Piazza Imperiale e del Palazzo dei Ricevimenti e dei Congressi avvenne l'11 febbraio 1938 a opera dello stesso Benito Mussolini e l'inizio lavori fu deliberato nell'aprile successivo; tuttavia, siccome solo a dicembre fu deciso in via definitiva quale tipo di fondazioni adottare, l'avvio effettivo dei lavori fu solo nel 1939.

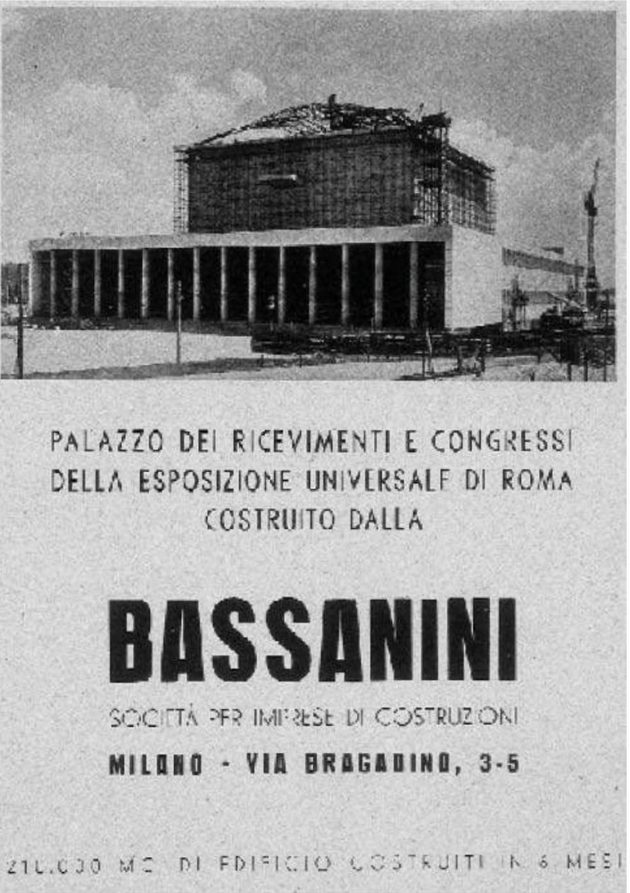
Pubblicità dell'impresa Bassanini di Milano, costruttrice del palazzo

Nonostante i vincoli imposti dal regime fascista, che nell'EUR vedeva la prima, vera grande occasione di creare ex novo una propria cifra architettonica che richiamasse esplicitamente i fasti imperiali di Roma, il progetto di Libera, pur se parzialmente sottostante alle direttive governative, è anche quello che da esse figurò più intellettualmente indipendente: Libera infatti, evitando il monumentalismo accentuato del Palazzo della Civiltà Italiana o della citata esedra, riuscì a concepire un volume capace di sottrarsi alla datazione del proprio tempo; l'unica struttura che tradisce l'epoca di origine del manufatto è il colonnato frontale che l'architetto, nel cambiato clima culturale del dopoguerra, affermò di non aver potuto evitare di costruire nonostante i suoi tentativi.
Anche lì, tuttavia, Libera riuscì a elaborare una soluzione che, se pur parzialmente compromissoria, tolse preminenza alla funzione della colonna e la pose quasi in secondo piano, riducendo tale elemento a una specie di pilastro rivestito in travertino con compiti più di sostegno che ornamentali.
In un suo studio del 2002 Garofalo rileva che la monumentalità del prospetto sarebbe stata accentuata dall'eventuale posa in opera, mai realizzata, della scultura di una quadriga di Francesco Messina sulla mensola in aggetto realizzata al centro della facciata; per Quilici la realizzazione, tuttavia, comprova l'inattualità del «tentativo di Libera di porre le basi di una nuova, moderna, architettura di Stato».
Nella sua realizzazione definitiva il Palazzo dei Congressi è, essenzialmente, un cubo di 45 metri per lato che definisce al suo interno un volume libero: i corpi scala, così come i ballatoi, sono adiacenti alle pareti interne del cubo; tale volume emerge da una base a forma di parallelepipedo che comprende il frontale con il colonnato, aperto verso l'attuale piazza John Fitzgerald Kennedy, l'ampio atrio largo più di 60 metri, i volumi di servizio e, sul retro, un auditorium.
La copertura dell'elemento principale, la sala dei Ricevimenti propriamente detta, è una volta a crociera ribassata le cui nervature sono costituite da due travi Vierendeel metalliche ad arco incrociate a 90º e disposte lungo le diagonali del quadrato di base del corpo di fabbrica.
La struttura metallica sorregge travi secondarie e un solaio tipo Perret, mentre il manto di copertura è in rame.
L'auditorium, chiamato spesso aula magna o Sala dei Congressi, è costituito altresì dal succedersi di 13 telai in cemento armato di 28 metri di luce che sorreggono una soletta, anch'essa di cemento armato, e le sovrastanti gradinate di teatro all'aperto.
Il fronte secondario è costituito da un'ampia vetrata arretrata, alta 10 e larga 65 metri, sorretta su pilastri metallici fusiformi che forse doveva caratterizzare, nelle intenzioni di Libera, anche il fronte principale.
La realizzazione in cemento armato del palazzo, costruito dall'impresa Bassanini s.i.c. di Milano, è mascherata dal rivestimento murale interamente in travertino, il che conferisce all'opera quel carattere di monumentalità richiesto dalle direttive fasciste in fase di ideazione del quartiere.
Dal punto di vista urbanistico il Palazzo dei Congressi costituisce l'estremo sud-orientale di uno dei tre assi trasversali che tagliavano la Via Imperiale (oggi via Cristoforo Colombo) e che avrebbero dovuto marcare le varie sezioni tematiche dell'Esposizione; più precisamente, venendo da Roma, il Palazzo sorge sul primo di tali tre assi, quello che all'estremo opposto si conclude con il Palazzo della Civiltà Italiana (gli altri due sono l'attuale viale della Civiltà Romana, all'altezza di piazza Guglielmo Marconi, e viale Europa, dalla basilica di ss. Pietro e Paolo all'Archivio Centrale dello Stato.
La costruzione del Palazzo dei Congressi, almeno nei suoi elementi fondamentali, nel 1943 era ultimata; tuttavia lo spostamento del fronte di guerra, che aveva lasciato Roma fuori dagli eventi bellici fino all'Armistizio, fermò di fatto qualsiasi lavoro; in seguito gli edifici dell'EUR all'epoca già completati servirono dapprima come accampamento per le truppe tedesche, poi alleate e infine, nell'immediato dopoguerra, come rifugio di sfollati.
Dopo la guerra si dovette attendere la costituzione dell'Ente EUR che prendesse in carico le infrastrutture esistenti e riqualificasse la zona, destinata a diventare il punto d'aggregazione direzionale della Capitale.
I lavori sul Palazzo dei Congressi ripresero nel 1952; all'epoca, sulla parete di sfondo dell'atrio, era già presente un affresco allegorico di Roma trionfante, opera di Achille Funi; durante i lavori successivi Gino Severini realizzò un dipinto su masonite raffigurante momenti di vita agreste, in tema con la mostra dell'Agricoltura che si tenne nel 1953 nei palazzi dell'EUR.

### Il Palazzo dei Congressi sede olimpica

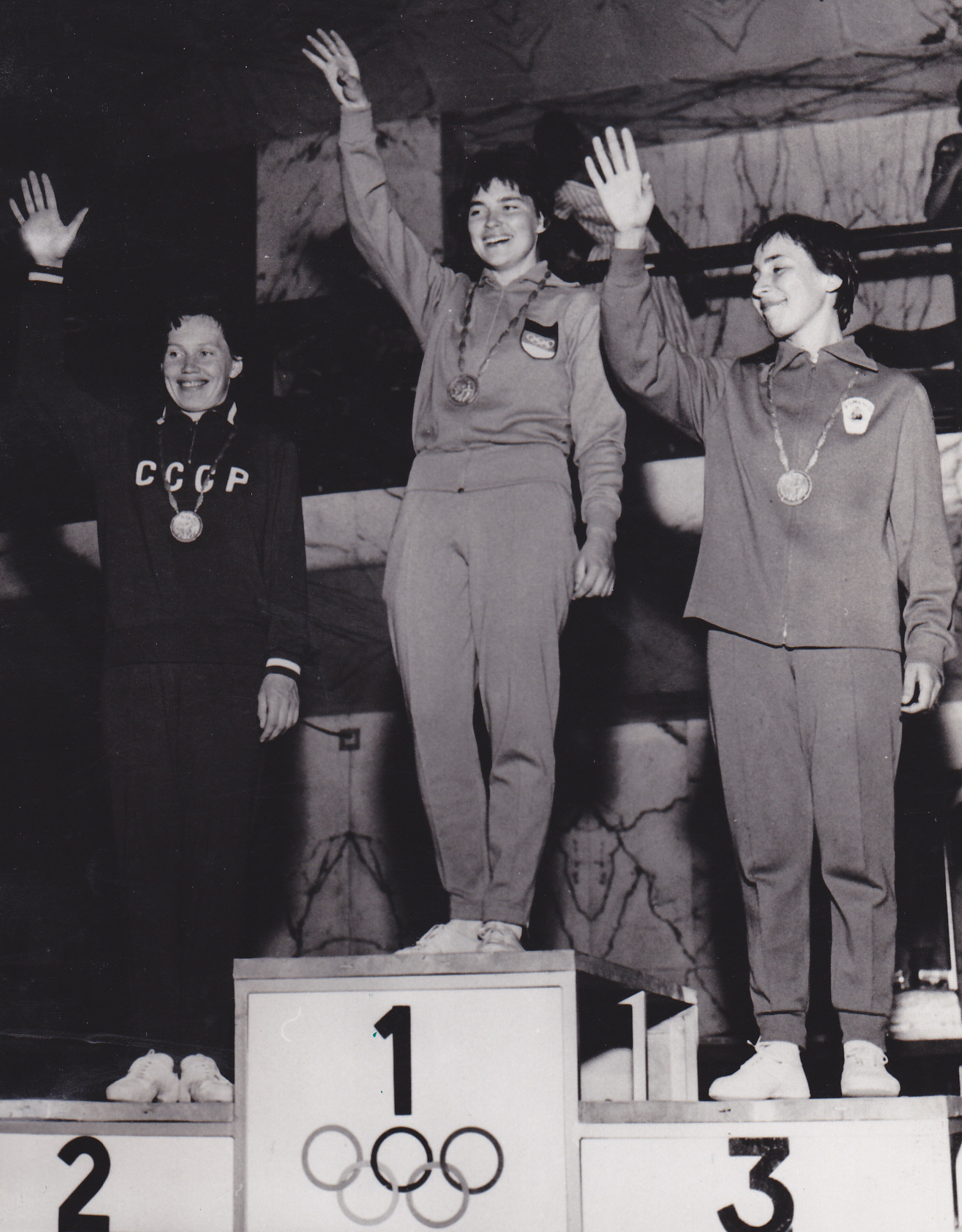
La premiazione del torneo di fioretto olimpico femminile nel 1960

Nel 1955 il Comitato Olimpico Internazionale, nella sua cinquantesima sessione di Parigi, assegnò a Roma l'organizzazione dei giochi della XVII Olimpiade del 1960; ciò diede lo spunto per completare opere già esistenti e avviare la costruzione di nuove.
Furono individuate due zone principali per le gare; una, la zona settentrionale presso il Foro Italico, dove sorgono lo Stadio Olimpico, il Flaminio, quello dei Marmi e quello del Nuoto; l'altra, quella meridionale con attrezzature tutte ancora da realizzare, localizzata proprio all'EUR; di fianco alle strutture nuove progettate appositamente per l'appuntamento olimpico (Palazzo dello Sport, Velodromo, Piscina delle Rose), si decise di utilizzare anche il Palazzo dei Congressi, per usi sia cerimoniali che agonistici.
In fase di definizione del calendario degli eventi sportivi, in virtù delle caratteristiche dell'edificio (come detto, ampi volumi e facilità di accesso), si decise di assegnare al Palazzo dei Congressi lo svolgimento delle gare di scherma.
Fu quindi approntata un'area di servizio consistente in 20 spogliatoi per complessivi 380 atleti e installata una tribuna mobile a cura dell'impresa Cucinotta; furono installate 70 postazioni stampa per complessivi 686 accrediti e, inoltre, la Banca Nazionale del Lavoro, ufficialmente incaricata dei servizi di tesoreria per i Giochi, ivi installò un proprio sportello temporaneo facente funzioni di cassa, ufficio di cambio e altri servizi finanziari.
Il 19 agosto 1960, inoltre, il Palazzo ospitò la cerimonia inaugurale della 57ª sessione del Comitato Olimpico Internazionale.
Le gare di scherma — nelle varietà di fioretto maschile e femminile, spada e sciabola — si tennero dal 29 agosto al 10 settembre 1960 e videro le vittorie, a livello individuale, di Viktor Ždanovič (URSS, fioretto maschile), Giuseppe Delfino (Italia, spada), Rudolf Kárpáti (Ungheria, sciabola) e Heidi Schmid (Germania, fioretto femminile), mentre le squadre che si aggiudicarono la medaglia d'oro furono l'URSS (fioretto maschile e femminile), l'Italia (spada) e l'Ungheria (sciabola).

### Il Palazzo dei Congressi oggi
Il Palazzo dei Congressi è il luogo d'elezione di numerosi eventi tenutisi nel corso degli anni: mostre, seminari, convegni e congressi di partito.
Tra questi ultimi si citano a titolo d'esempio il Congresso del Partito Comunista Italiano del 1962 e tre congressi della Democrazia Cristiana, il IX del 1964, l'XI del 1969 e il XII del 1973.
La notte del 10 gennaio 1977 il Palazzo fu oggetto di un attentato, che le forze dell'ordine definirono come «atto intimidatorio» avverso l'imminente congresso del Movimento Sociale Italiano: un gruppo, autodefinitosi nella successiva autorivendicazione telefonica alla stampa “Nuovi partigiani”, depositò nella sala dei Congressi tre ordigni esplosivi a base di cloruro di potassio e acido solforico, due dei quali esplosero provocando un incendio che mise a rischio le strutture dell'edificio.
I lavori di ristrutturazione e ammodernamento del Palazzo dei Congressi hanno portato alla valorizzazione di una terrazza con giardino pensile (prevista nel progetto originario) e all'installazione di nuove apparecchiature tecnologiche multimediali nella Sala dei Congressi, adesso capace di ospitare proiezioni cinematografiche, sfilate di moda e altri eventi.
Dal 2002 al 2016 la struttura ospitò annualmente ogni dicembre Più libri più liberi, fiera della piccola e media editoria organizzata dall'Associazione Italiana Editori.
Il Palazzo è di proprietà dell'ex Ente EUR, oggi EUR Spa, che ne ha affidato la gestione alla società Roma Convention Group SpA.

## Galleria d'immagini

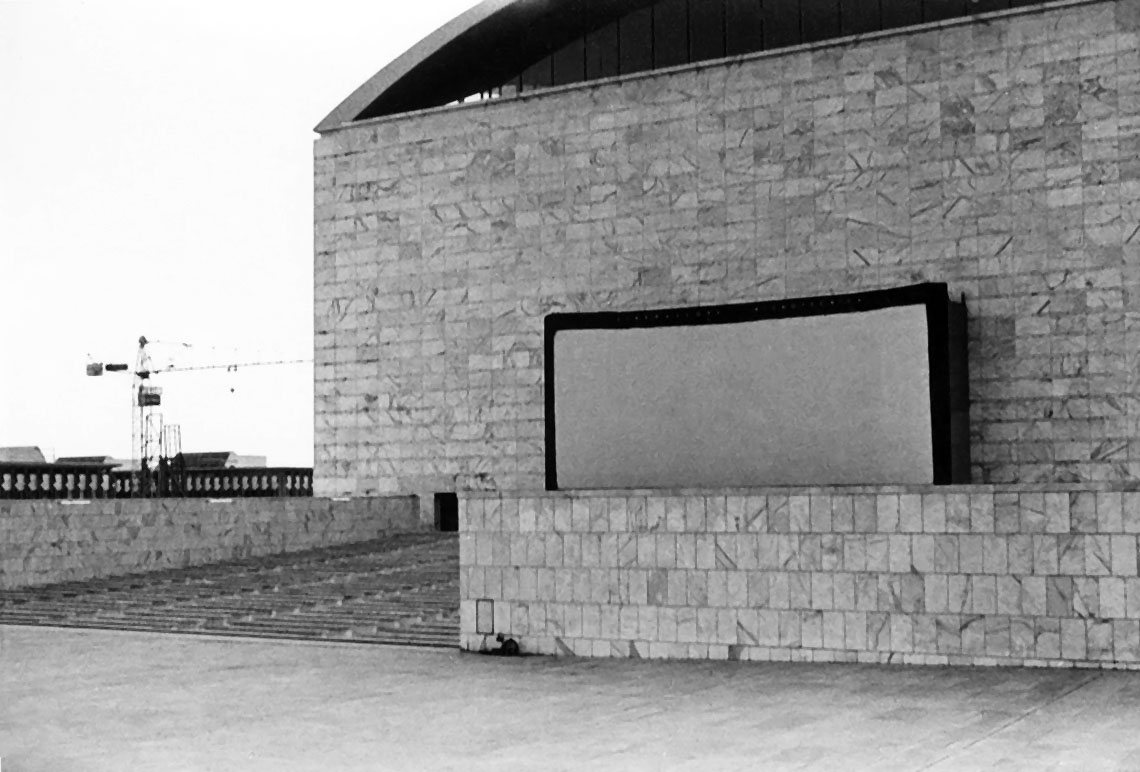
Arena cinematografica sulla terrazza dell'edificio nel 1959
La cerimonia di apertura della 57ª sessione del CIO nel 1960
La squadra sovietica di fioretto femminile posa dopo la premiazione nel 1960
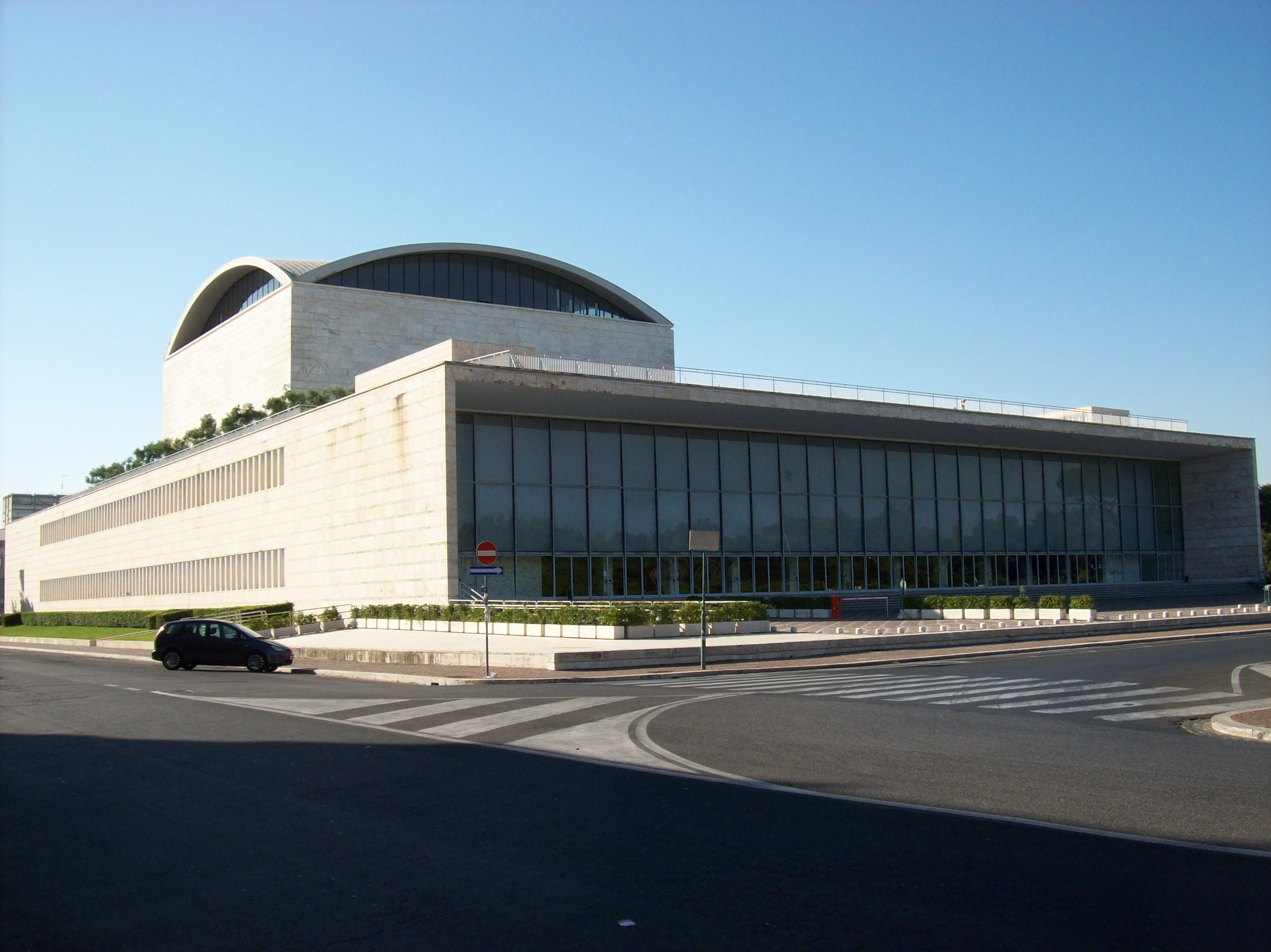
Vista posteriore con l'Auditorium in primo piano
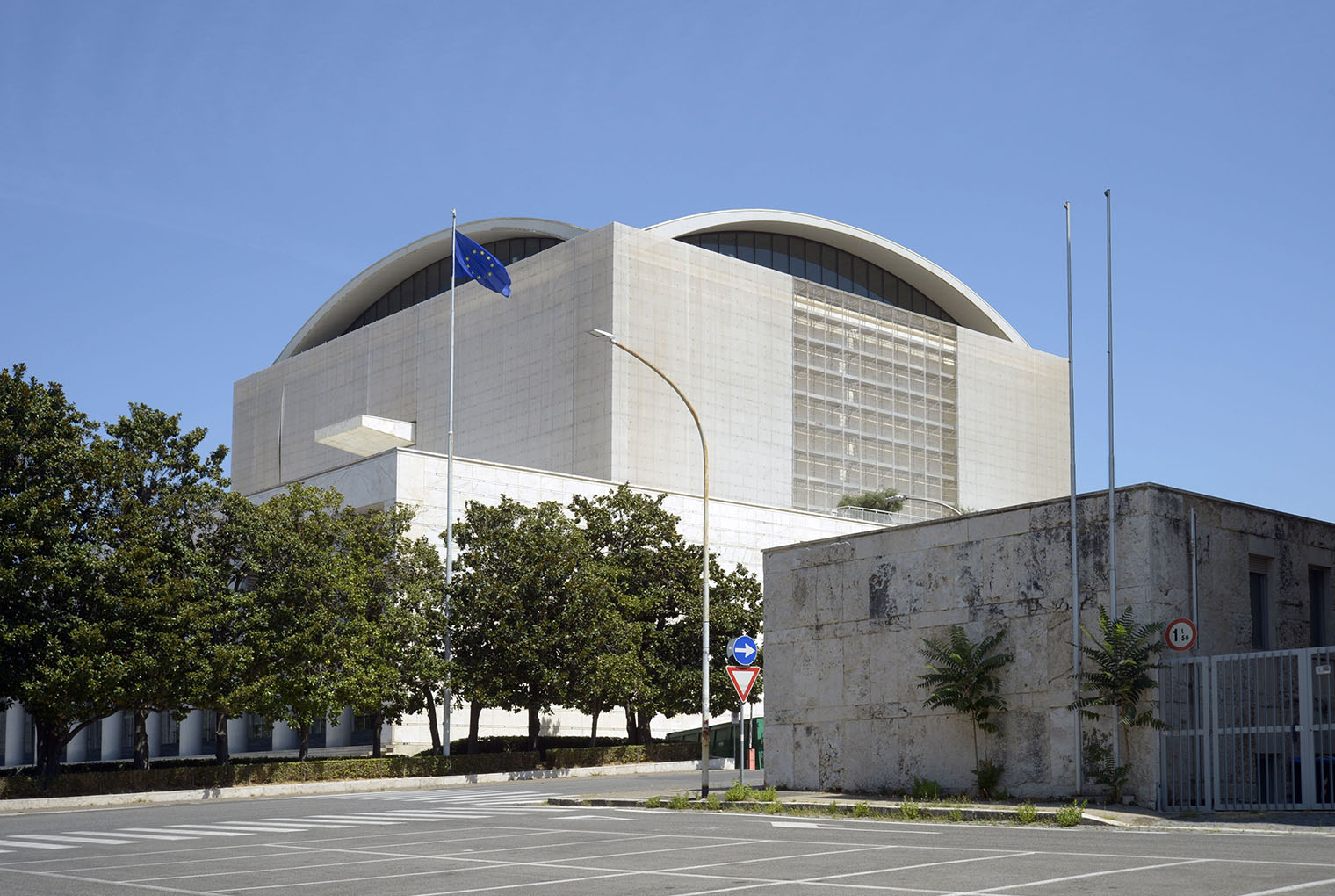
L'edificio durante il restauro 2021-24